# Росбург (Вашингтон)
Росбург (енгл. Rosburg) насељено је место без административног статуса у америчкој савезној држави Вашингтон.

## Демографија
По попису из 2010. године број становника је 317.
| Група             | 2000.    | 2010.       |
| Белци             | 0 (0,0%) | 298 (94,0%) |
| Афроамериканци    | 0 (0,0%) | 0 (0,0%)    |
| Азијати           | 0 (0,0%) | 5 (1,6%)    |
| Хиспаноамериканци | 0 (0,0%) | 8 (2,5%)    |
| Укупно            | 0        | 317         |